# Ignacio Macaya
Ignacio Macaya Santos de Lamadrid (* 2. Dezember 1933 in Barcelona; † 5. September 2006 ebenda) war ein spanischer Hockeyspieler. Er gewann 1960 mit der spanischen Nationalmannschaft die olympische Bronzemedaille.

## Karriere
Die Mittelmeerspiele 1955 fanden in Barcelona statt. Die spanische Mannschaft gewann das Turnier vor der Mannschaft aus Ägypten. Bei den Olympischen Spielen 1960 in Rom gewann die spanische Mannschaft ihre Vorrundengruppe mit zwei Siegen und einem Unentschieden gegen die Briten. Nach einem Sieg im Viertelfinale gegen die Neuseeländer und einer Halbfinalniederlage gegen die Mannschaft Pakistans trafen die Spanier im Spiel um den dritten Platz erneut auf die Briten und gewannen mit 2:1.
Bei den Mittelmeerspielen 1963 in Neapel siegte die ägyptische Mannschaft vor den Spaniern. Im Jahr darauf bei den Olympischen Spielen 1964 in Tokio erreichten die Spanier in der Vorrunde den zweiten Platz hinter der indischen Mannschaft. Wie vier Jahre zuvor unterlagen die Spanier im Halbfinale der Mannschaft Pakistans. Im Spiel um den dritten Platz verloren sie gegen die Australier mit 2:3. Ignacio Macaya erzielte die beiden spanischen Tore im Spiel um den dritten Platz.
Ignacio Macaya spielte auf Vereinsebene zunächst für den CD Terrassa und später für den Real Club de Polo de Barcelona.